# Марко Даньо
Марко Даньо (словац. Marko Daňo; 30 листопада 1994, м. Айзенштадт, Австрія) — словацький хокеїст, правий нападник. Виступає за «Колумбус Блю-Джекетс» у Національній хокейній лізі.
Вихованець хокейної школи «Дукла» (Тренчин). Виступав за «Дукла» (Тренчин), «Слован» (Братислава), «Спрингфілд Фелконс» (АХЛ).
У чемпіонатах НХЛ — 35 матчів (8+13). У чемпіонатах Словаччини — 40 матчів (4+7), у плей-оф — 12 матчів (0+3).
У складі національної збірної Словаччини учасник чемпіонатів світу 2013 і 2015 (10 матчів, 2+1). У складі молодіжної збірної Словаччини учасник чемпіонату світу 2012, 2013 і 2014.  У складі юніорської збірної Словаччини учасник чемпіонатів світу 2011 і 2012 (дивізіон IA).
Батько: Йозеф Даньо.